# Santa Teresa (Nuevo México)
Santa Teresa es un lugar designado por el censo ubicado en el condado de Doña Ana en el estado estadounidense de Nuevo México. En el Censo de 2010 tenía una población de 4258 habitantes y una densidad poblacional de 152,04 personas por km².

## Geografía
Santa Teresa se encuentra ubicado en las coordenadas 31°52′14″N 106°40′12″O / 31.87056, -106.67000. Según la Oficina del Censo de los Estados Unidos, Santa Teresa tiene una superficie total de 28.01 km², de la cual 28.01 km² corresponden a tierra firme y (0%) 0 km² es agua.

## Demografía
Según el censo de 2010, había 4258 personas residiendo en Santa Teresa. La densidad de población era de 152,04 hab./km². De los 4258 habitantes, Santa Teresa estaba compuesto por el 82.57% blancos, el 0.99% eran afroamericanos, el 1.03% eran amerindios, el 0.33% eran asiáticos, el 0.05% eran isleños del Pacífico, el 12.45% eran de otras razas y el 2.58% pertenecían a dos o más razas. Del total de la población el 75.97% eran hispanos o latinos de cualquier raza.

## Educación
El Distrito Escolar Independiente de Gadsden gestiona escuelas públicas.